# Massalany (gmina)
Massalany (lub Masalany; 1919 alt.  Massalony; od 1922 Wielkie Ejsymonty) – dawna gmina wiejska istniejąca do 1922 roku w woj. białostockim (obecnie na Białorusi). Siedzibą gminy były Masalany (lub Massalany).
W okresie międzywojennym gmina Massalany należała do powiatu grodzieńskiego w woj. białostockim. 19 lipca 1922 roku jednostkę przemianowano na gminę Wielkie Ejsymonty.